# James Lamy
James Ernest „Jim” Lamy (ur. 30 maja 1928 w Saranac Lake, zm. 30 maja 1992 w Corning) – amerykański bobsleista, brązowy medalista igrzysk olimpijskich.

## Kariera
Największy sukces w karierze James Lamy osiągnął w 1956 roku, kiedy wspólnie z Arthurem Tylerem, Charlesem Butlerem i Williamem Dodge’em zajął trzecie miejsce w czwórkach podczas igrzysk olimpijskich w Cortina d’Ampezzo. Był to jego jedyny medal wywalczony na arenie międzynarodowej. Wystąpił również na rozgrywanych osiem lat później igrzyskach w Innsbrucku, gdzie był piąty w dwójkach, a w czwórkach jego osada nie ukończyła rywalizacji. Zdobył także trzy mistrzostwa Ameryki Północnej w rywalizacji czwórek, w latach 1957, 1959 i 1962.